# Lúcio Júlio César (pai do cônsul em 90 a.C.)
Lúcio Júlio César (em latim: Lucius Iulius Caesar) foi um político da família César da gente Júlia da República Romana, pai de Lúcio Júlio César, que foi cônsul em 90 a.C.; ele era filho de Sexto Júlio César, tribuno em 181 a.C..
De acordo com o genealogista inglês William Berry, Lúcio Júlio César era de um ramo distante da família de Júlio César na família dos Julii. Seu pai foi Sexto Júlio César, que foi embaixador em Abdera. Este embaixador foi filho de Sexto Júlio César, que foi tribuno militar e o trisavô de Júlio César.
De acordo com William Smith, a árvore genealógica dos Cesarii é conjectural. Sexto Júlio César, o pai deste Júlio César, seria o cônsul do ano 157 a.C. O irmão de Júlio César seria provavelmente Sexto Júlio César, pretor urbano em 123 a.C., De acordo com uma conjectura de Drumman, Lúcio seria primo de Caio Júlio César, avô do ditador.
Ainda segundo William Smith, Lúcio Júlio César se casou com Popília, que antes havia sido esposa de Quinto Catulo.